# Flaga Katalonii

Flaga secesjonistyczna

Flaga św. Jerzego, używana przez Generalitat Katalonii

Flaga Katalonii (kat. la senyera) – oficjalna flaga wspólnoty autonomicznej Katalonii w Hiszpanii. Flaga składa się z czterech czerwonych pasów równej szerokości i w równej odległości od siebie, umieszczonych na żółtym tle.
Konstytucja Hiszpanii daje wspólnotom autonomicznym prawo posiadania własnych flag i sztandarów, przyjętych na mocy ich statutów. O symbolach Katalonii stanowi Statut Autonomii z 2006 r.

## Historia
Wzór flagi sięga czasów sprzed wykształcenia się hiszpańskiej państwowości, a przyjąć go mieli królowie Korony Aragonii (okres średniowiecza), której terytorium obejmowało dzisiejszą Katalonię.
Używanie tej flagi było zabronione przez panującego w Hiszpanii dyktatora generała Francisco Franco w latach 1939–1975 (z wyjątkiem meczów FC Barcelona, która w herbie klubu umieściła barwy Katalonii). Flaga została oficjalnie przyjęta w czasie transformacji ustrojowej w Hiszpanii. 

## Flagi secesjonistyczne
Środowiska nacjonalistyczne i pro-niepodległościowe używają flagi z niebieskim trójkątem i białą gwiazdą pięcioramienną, znajdującymi się po lewej stronie na tle identycznym jak na oficjalnej fladze. Flaga o katalońskiej nazwie la estelada (po polsku: rozgwieżdżona) jest środkiem demonstrowania pragnienia odłączenia się Katalonii od Hiszpanii; wyrazem odrębnej katalońskiej tożsamości i nieposłuszeństwa wobec władzy hiszpańskiej. Gwiazda symbolizuje wolność i niepodległość. W związku z barwą trójkąta zwana jest w katalońskim la estelada blava (po polsku: rozgwieżdżona niebieska).
Istnieją modyfikacje kolorystyczne flagi secesjonistycznej, n.p.
- trójkąt żółty (jak tło) z gwiazdą czerwoną (wyraz dążeń secesjonistycznych w połączeniu z inspiracjami komunizmem lub marksizmem), w katalońskim zwana la estelada groga (po polsku: rozgwieżdżona żółta) lub la estelada vermella (po polsku: rozgwieżdżona czerwona)[4]
- trójkąt zielony z gwiazdą białą (stosowana przez secesjonistów, którzy mają dodatkowo sympatie proekologiczne i pacyfistyczne)[4]

### Historia
Udokumentowane przypadki użycia flagi la estelada blava sięgają co najmniej do 1918 r. Poprzedzać ją miała flaga z początku XX wieku, na której zamiast trójkąta widniał niebieski romb. Flaga z trójkątem była inspirowana flagą Kuby i flagą Portoryka. Na początku XX wieku Katalończycy patrzyli z podziwem na Kubę, nowo powstałe i niepodległe państwo, które wyrwało się z jarzma kolonializmu. Na Kubie w 1928 r. katalońscy secesjoniści zwołali zgromadzenie i ustanowili wersję roboczą swej konstytucji.